# Chiesa di San Rocco (Borgo Val di Taro)
La chiesa di San Rocco è un luogo di culto cattolico dalle forme barocche situato in piazzale San Rocco a Borgo Val di Taro, in provincia di Parma e diocesi di Piacenza-Bobbio; è sede di una parrocchia compresa nel vicariato della Val Taro e Val Ceno.

## Storia
All'autorizzazione pontificia alla costruzione di un piccolo cenobio nel 1503, seguì nel 1507 l'assenso del papa Giulio II all'edificazione di una chiesa in adiacenza, affidata ai frati appartenenti all'ordine degli eremitani di Sant'Agostino.
I lavori furono probabilmente diretti dal maestro Martino da Lugano, all'epoca impegnato anche nella ricostruzione del castello medievale, e si conclusero intorno al 1542.
Durante l'epidemia di peste del 1630 il Comune di Borgo Val di Taro innalzò all'interno del tempio un altare intitolato a san Rocco; fu probabilmente in tale occasione che la chiesa fu dedicata al santo.
Il luogo di culto rinascimentale, dotato di torre campanaria, fu completamente ricostruito in stile barocco nella prima metà del XVIII secolo.
Nel 1769 il primo ministro ducale Guillaume du Tillot decretò l'allontanamento dei frati dal piccolo monastero e la trasformazione della chiesa in oratorio alle dipendenze della chiesa di Sant'Antonino.
Il convento fu definitivamente soppresso nel 1805 in ottemperanza ai decreti napoleonici e adibito a deposito di legna e carbone. La chiesa, ormai abbandonata, fu anch'essa chiusa al culto nel 1827 e gli arredi sacri furono in buona parte trasferiti nella chiesa di Sant'Antonino. Nel 1855 la struttura fu trasformata in lazzaretto per malati di colera e successivamente adibita a stalla da bestiame. L'ex tempio fu alienato al Comune nel 1897, ma il degrado non si fermò; durante la prima guerra mondiale il complesso fu utilizzato quale carcere per i prigionieri austriaci.
La crescita del quartiere adiacente, favorita dalla costruzione della stazione ferroviaria, spinse un gruppo di cittadini a riunirsi in un comitato, che nel 1923 acquistò la chiesa e ne avviò i lavori di restauro, che consentirono di riaprire al culto l'edificio nel 1927; gli arredi sacri ormai dispersi furono sostituiti grazie a varie donazioni, mentre furono recuperate la statua di San Rocco e le 14 tele della Via Crucis.
Nel 1964, in seguito alla costruzione della canonica, la chiesa fu elevata a sede parrocchiale.
Intorno al 1980 furono avviati altri interventi di restauro, che riguardarono il tetto, l'impianto di riscaldamento, le vetrate, gli intonaci interni, gli affreschi e infine i paramenti esterni; in seguito furono interamente recuperati anche l'ex convento, all'epoca fatiscente, e, tra il 2004 e il 2005, la canonica.

## Descrizione

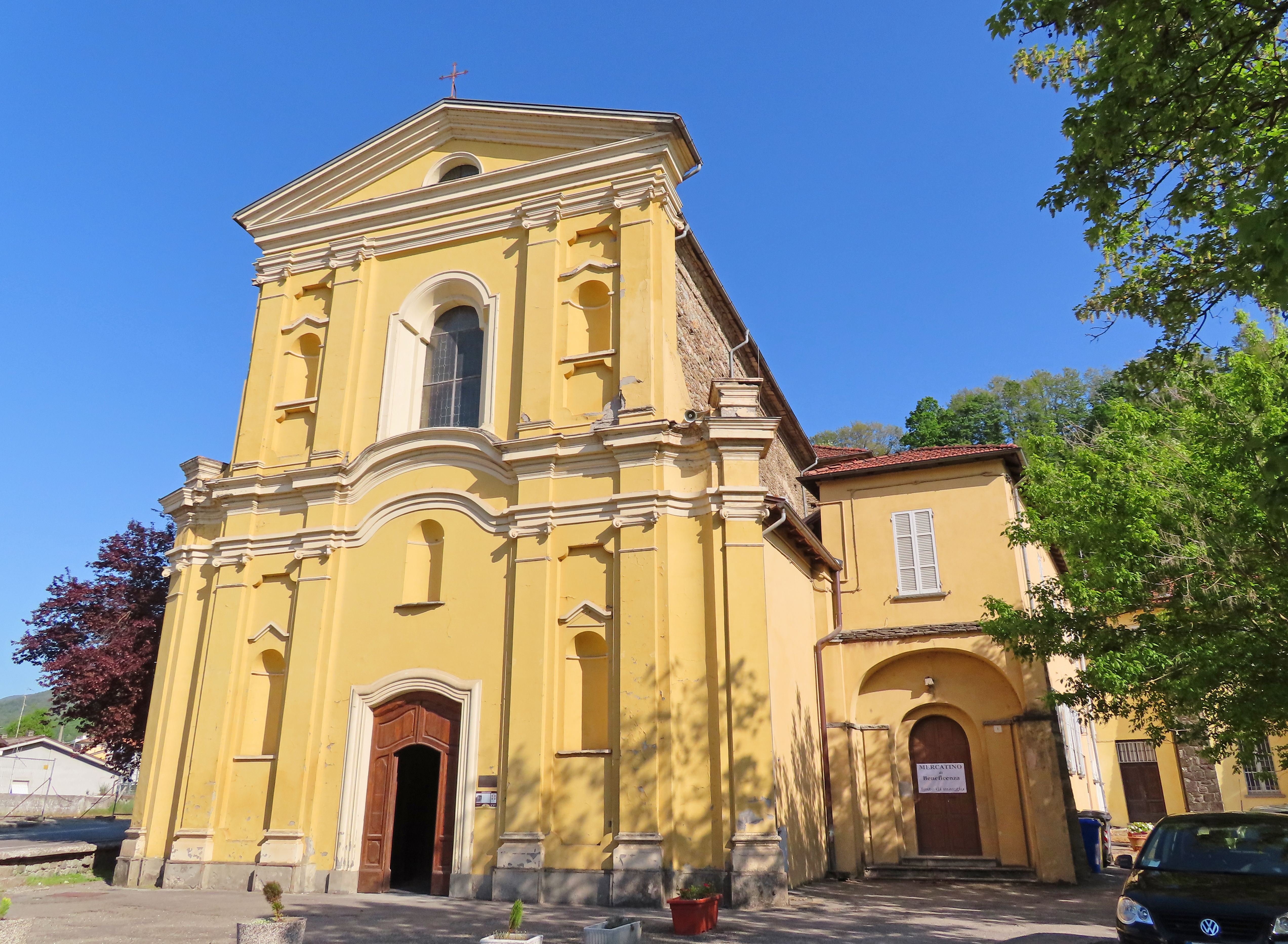
Facciata e lato sud

La chiesa si sviluppa su un impianto a croce latina, con una navata unica di due campate, quattro cappelle laterali, transetto e presbiterio absidato.
La simmetrica facciata barocca, interamente intonacata, è suddivisa orizzontalmente in due parti da una trabeazione mistilinea. Inferiormente sei lesene con capitelli ionici scandiscono il prospetto, al cui centro è collocato l'ampio portale d'accesso ad arco ribassato, delimitato da cornice modanata; al di sopra è posizionata una nicchia ad arco a tutto sesto, analoga agli incavi aperti ai lati dell'ingresso, coronati da gocciolatoi cuspidati. Superiormente la fronte è suddivisa in tre parti da quattro lesene ioniche; nel mezzo è collocata una grande finestra strombata ad arco a tutto sesto, delimitata da cornice; ai lati si aprono altre due nicchie similari a quelle inferiori; alle estremità due volute si concludono in altrettanti pilastrini con trabeazione in sommità. A coronamento della facciata si staglia un ampio frontone triangolare modanato, al cui centro è collocata una piccola finestra a lunetta.
Sui fianchi, rivestiti in pietra, sono collocate due grandi finestre ad arco a tutto sesto, analoghe alle due aperture al centro dei rami del transetto. Sul retro l'abside poligonale è caratterizzato da finestroni rettangolari in sommità.
All'interno la navata è coperta da una volta a botte dipinta suddivisa in due campate; ai lati si innalza una serie di alte lesene con capitelli dorici, a sostegno della trabeazione in aggetto; le due ampie arcate a tutto sesto di ogni fianco si aprono sulle profonde cappelle laterali, collegate tra loro; in corrispondenza del transetto la crociera è coperta da una cupola su pennacchi, interamente decorata con affreschi.
La navata è arricchita da 14 pregevoli oli raffiguranti le Stazioni della Via Crucis, dipinte verso la metà del XVIII secolo da Gaspare Traversi; le opere, donate dalla chiesa di Sant'Antonino, furono sottoposte a restauro conservativo nel 1994.
Il presbiterio è coperto da una volta a botte lunettata decorata con affreschi, che proseguono anche sul catino absidale unghiato; al centro si innalza l'altare maggiore in marmo bianco di Carrara, donato nel 1937 da una famiglia di emigrati; sul retro si staglia, all'interno di una nicchia delimitata da cornice dorata e affreschi, la statua lignea policroma raffigurante San Rocco, risalente alla prima metà del XVIII secolo. A lato si innalza anche un seicentesco crocifisso in legno dipinto.
Le cappelle laterali, coperte da volte a botte decorate con affreschi, ospitano altari marmorei donati dopo la novecentesca riapertura al culto del tempio; quelle sul lato destro sono dedicate a santa Teresa e al Sacro Cuore, mentre quelle sul fianco sinistro sono intitolate alla Madonna e al Crocifisso.